# BANZAI!
『BANZAI!』（バンザイ）は、ドイツ語の月刊漫画雑誌。ドイツの出版社・カールセンが2001年11月から2005年12月まで発行していた。主に日本の漫画雑誌『週刊少年ジャンプ』（集英社）掲載作品を翻訳して連載していた。

## 連載作品
- デフォルトでの表示順は連載開始順。
- 読み仮名はソートを正確に行なうための便宜的な物であり、必ずしも実際の読みとは一致しない。

|    | 作品名                                                                                     | 作者（作画）                       | 原作者など                                                          | 開始                 | 終了                 | 注記 |
| -- | ------------------------------------------------------------------------------------------ | ---------------------------------- | ------------------------------------------------------------------- | -------------------- | -------------------- | ---- |
| 1  | さんとらんと SAND LAND                                                                     | とりやま あきら 鳥山明             | -                                                                   | 2001年11月号 (Nr.1)  | 2005年05月号 (Nr.7)  |      |
| 2  | ていえぬええつうとこかてなくしたあいつのあいつ D・N・A² 〜何処かで失くしたあいつのアイツ〜 | かつら まさかす 桂正和             | -                                                                   | 2001年11月号 (Nr.1)  | 2003年03月号 (Nr.17) |      |
| 3  | なると NARUTO -ナルト-                                                                     | きしもと まさし 岸本斉史           | -                                                                   | 2001年11月号 (Nr.1)  | 2005年12月号 (Nr.50) |      |
| 4  | はんたあはんたあ HUNTER×HUNTER                                                             | とかし よしひろ 冨樫義博           | -                                                                   | 2001年11月号 (Nr.1)  | 2005年12月号 (Nr.50) |      |
| 5  | しやあまんきんく シャーマンキング                                                          | たけい ひろゆき 武井宏之           | -                                                                   | 2001年12月号 (Nr.2)  | 2005年12月号 (Nr.50) |      |
| 6  | ねこましん ネコマジン                                                                      | とりやま あきら 鳥山明             | -                                                                   | 2002年06月号 (Nr.8)  | 2002年08月号 (Nr.10) |      |
| 7  | ちよつとたけかえつてきたとくたあすらんふ ちょっとだけかえってきた Dr.SLUMP                 | なかつる かつよし（作画） 中鶴勝祥 | とりやま あきら 鳥山明（原作・監修） こやま たかお 小山高生（脚本） | 2002年07月号 (Nr.9)  | 2003年01月号 (Nr.15) |      |
| 8  | ゆうきおう 遊☆戯☆王                                                                        | たかはし かすき 高橋和希           | -                                                                   | 2002年09月号 (Nr.11) | 2005年01月号 (Nr.39) |      |
| 9  | わんひいす ONE PIECE                                                                       | おた えいいちろう 尾田栄一郎       | -                                                                   | 2003年04月号 (Nr.18) | 2003年08月号 (Nr.22) |      |
| 10 | ひかるのこ ヒカルの碁                                                                      | おはた たけし 小畑健               | ほつた ゆみ ほったゆみ                                              | 2003年11月号 (Nr.25) | 2005年12月号 (Nr.50) |      |
| 11 | ねこましん ネコマジン                                                                      | とりやま あきら 鳥山明             | -                                                                   | 2004年04月号 (Nr.30) | 2004年07月号 (Nr.32) |      |
| 12 | ふらつくきやつと BLACK CAT                                                                 | やふき けんたろう 矢吹健太朗       | -                                                                   | 2005年01月号 (Nr.39) | 2005年08月号 (Nr.46) |      |
| 13 | あいす I"s                                                                                 | かつら まさかす 桂正和             | -                                                                   | 2005年02月号 (Nr.40) | 2005年05月号 (Nr.43) |      |

## BANZAI!オリジナル作品
『BANZAI! 』には、ドイツ人作家によるドイツオリジナルのMANGAも掲載された。ドイツ人作家の手によるものでありながら、日本と同じく右から左に読ませる構成や、その絵柄、構図など、日本のマンガへの強い敬意が見て取れる。
- Crewman 3:2003年1月号から2003年10月号 (Nr.15-24)
- Die Gabe:2005年12月号 (Nr.50)
- Hakuchi One:2004年12月号から2005年12月号 (Nr.38-50)
- Halloweens:2001年11月号から2002年11月号 (Nr.1-13)
- Weiße Maria:2005年6月号 (Nr.44) ドイツで行われた『ライプツィヒブックフェア』の『Shōnen-Jump-BANZAI!』賞入選者の作品。日本で『赤マルジャンプ』にも掲載された。